# Орехово-Борисово Северное
Оре́хово-Бори́сово Се́верное — район, расположенный в Южном административном округе города Москвы, а также соответствующее ему одноимённое внутригородское муниципальное образование.

## Показатели района
По данным на 2010 год площадь территории района составляет 767,16 га. Население — 124 886 чел. (2024). Плотность населения — 16 721,9 чел./км², площадь жилого фонда — 1939,6 тыс. м² (2010 год).

## История
На территории современного района Орехово-Борисово Северное располагались три деревни: Орехово, Борисово и Шипилово, именем которых названы районы Орехово-Борисово Северное и Орехово-Борисово Южное, а также ряд улиц и проездов.

### История деревни Орехово
Первое письменное упоминание об этих землях относится к концу XVI века. В писцовых книгах указано, что к землям дворцового села Коломенского относилась:
...пустошь, что была деревня Арехово Алмазниково, пашни паханные наезду худые земли десятина, да перелогу семь десятин с пол десятиной, да кустарем поросло десять десятин, да у села у Борисовского полчетверты десятины в поле, а в дву потому же, сена десятина бес трети десятины.

### История деревни Борисово
Впервые село Борисовское упоминается в писцовых книгах в 1589 году.

### В составе Москвы
В 1960 году территория современного района была включена в черту города Москвы, сначала в Пролетарский район, а с 1969 года — в Красногвардейский. В 1970-х годах это часть района массового жилищного строительства Орехово-Борисово.
От деревни Орехово сохранилось лишь Ореховское кладбище. О деревне напоминают названия районов Орехово-Борисово Северное и Орехово-Борисово Южное и станции метро «Орехово».
В 1991 году старое разделение на районы было отменено, были образованы административные округа, в том числе Южный административный округ, и в его составе временные муниципальные округа Орехово-Борисово Южное и Орехово-Борисово Северное, с 1995 года получившие статус районов Москвы.

## Население
| 2002     | 2010     | 2012     | 2013     | 2014     | 2015     | 2016     |
| -------- | -------- | -------- | -------- | -------- | -------- | -------- |
| 121 402  | ↗129 221 | ↗130 226 | ↗130 784 | ↗131 393 | ↗131 409 | ↗131 982 |
| 2017     | 2018     | 2019     | 2020     | 2021     | 2023     | 2024     |
| ↘131 891 | ↗131 926 | ↗132 265 | ↗132 307 | ↘127 828 | ↘126 387 | ↘124 886 |

### Национальный состав
По итогам переписи населения 2020 года проживали следующие национальности (национальности менее 0,1 % и другое, см. в сноске к строке «Другие»):
| Национальность | Численность, чел. | Доля     |
| -------------- | ----------------- | -------- |
| Русские        | 92 776            | 72,58 %  |
| Татары         | 1305              | 1,02 %   |
| Украинцы       | 872               | 0,68 %   |
| Армяне         | 553               | 0,43 %   |
| Узбеки         | 440               | 0,34 %   |
| Евреи          | 378               | 0,30 %   |
| Азербайджанцы  | 356               | 0,28 %   |
| Грузины        | 269               | 0,21 %   |
| Белорусы       | 170               | 0,13 %   |
| Таджики        | 170               | 0,13 %   |
| Казахи         | 166               | 0,13 %   |
| Чуваши         | 149               | 0,12 %   |
| Молдаване      | 136               | 0,11 %   |
| Другие         | 30 088            | 23,54 %  |
| Итого          | 127 828           | 100,00 % |

## Склонение названия района
В соответствии со строгой литературной нормой, в сдвоенном топониме Орехово-Борисово склоняются по падежам обе части названия: в Орехове-Борисове. Следовательно, в названии района склоняются все три слова: в Орехове-Борисове Северном.

## Социальная сфера

### Образование

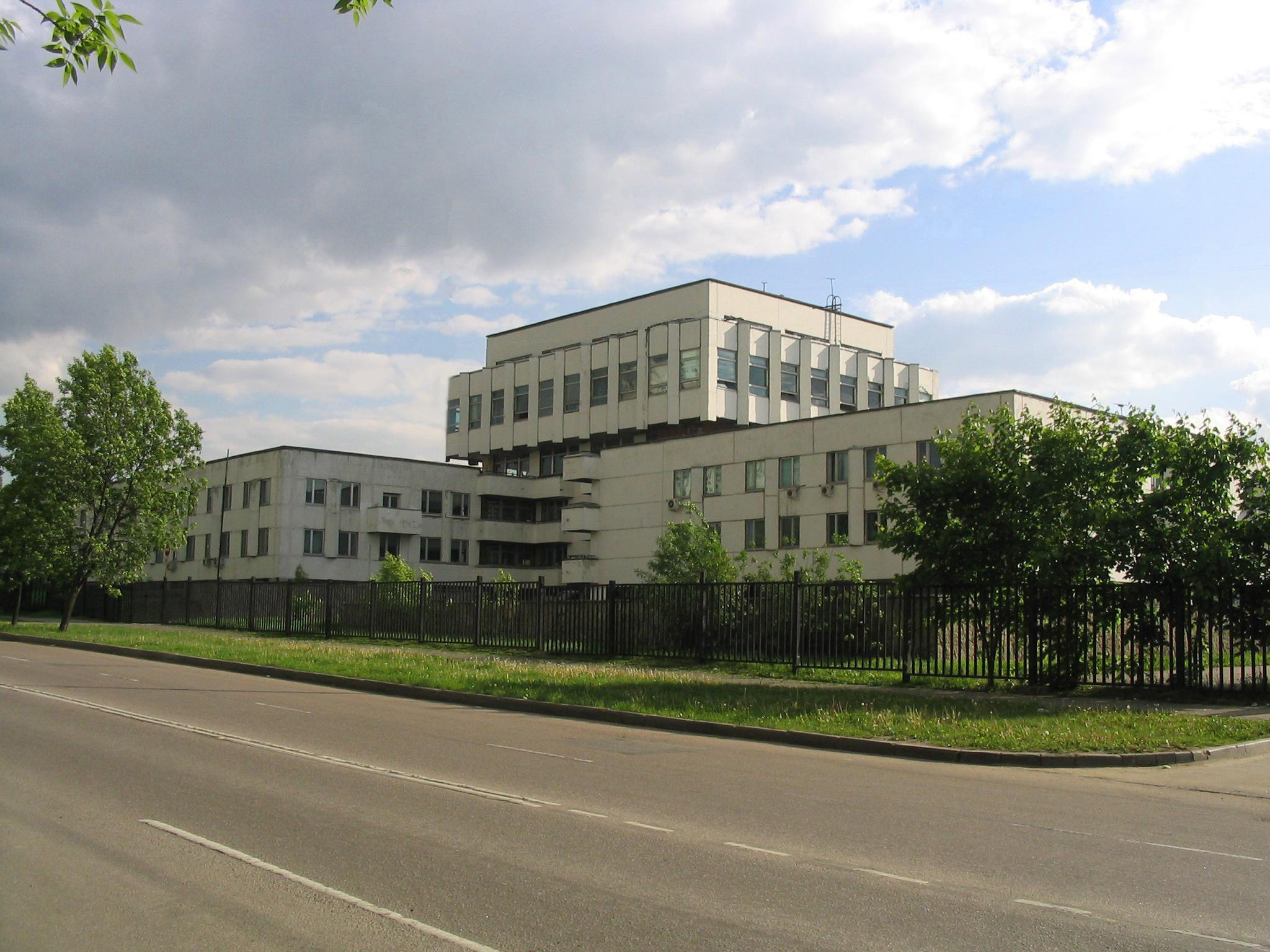
Московский колледж управления и новых технологий

#### Колледжи
- Колледж полиции № 2 ГУВД г. Москвы. Готовит специалистов в области административной деятельности органов внутренних дел по специальности «Правоохранительная деятельность» с присвоением квалификации «юрист». Выпускники назначаются на должности среднего начальствующего состава в подразделениях ГУВД по г. Москве с присвоением специального звания[24]. Шипиловская улица, 17, корпус 1, строение 1.
- Колледж декоративно-прикладного искусства № 36 имени К. Фаберже. Готовит специалистов декоративно-прикладного и швейного профиля, продолжающих художественные традиции мастеров народных промыслов. Шипиловская улица, 17, корпус 1.
- Московский колледж управления, гостиничного бизнеса и информационных технологий «Царицыно». Шипиловский проезд, 37, корпус 1.

#### Общеобразовательные школы
- Школа № 1569. Средняя общеобразовательная школа с гимназическими классами. Борисовский проезд, 40, корпус 3.
- Центр образования «Царицыно» № 548. Общеобразовательная школа, которая наряду с общим образованием, осуществляет дополнительное образование, профессиональную подготовку, а также повышение квалификации в различных областях человеческой деятельности. Улица Маршала Захарова, 8, корпус 1.
- Школа № 878. Школа — площадка окружного конкурса «СИНЕРГИЯ-ПРОЕКТ». Шипиловский проезд, 37, корпус 2.
- Школа № 937 имени Героя РФ А. В. Перова. В период с 1985 по 1992 гг. в школе учился Герой России Александр Перов, майор «Альфы», погибший при освобождении заложников в городе Беслане в сентябре 2004 г. Улица Маршала Захарова, 25, корпус 2.
- Школа № 939. В 2008 г. школе присвоен статус «Школа здоровья». Борисовский проезд, 40А, корпус 2.
- Школа № 996. С 1995 г. является городской экспериментальной площадкой по непрерывному художественно-эстетическому образованию при Центре НХО Б. М. Неменского. Является городской экспериментальной площадкой по проблеме «Нравственное образование в средней школе». Ведёт углублённое изучение предметов художественно-эстетического цикла и математики. Борисовский проезд, 13.
- НОУ школа «Интеллект-XXI». Негосударственная школа с государственной аккредитацией. Каширское шоссе, 98, корпус 3.
- НОУ Школа «Премьер». Частная средняя и старшая школа, также детский сад и начальная школа. Шипиловская улица, 40, корпус 2.

### Здравоохранение
В районе работают три поликлиники, детская стоматология, врачебно-физкультурный диспансер.
- Городская поликлиника № 166. Домодедовская улица, 9.
- Городская поликлиника № 54. Архивировано из оригинала 12 июля 2012 года. Улица Генерала Белова, 19, корпус 2.
- Городская поликлиника № 66. Шипиловская улица, 23, корпус 1.
- Детская стоматологическая поликлиника № 47. Архивировано из оригинала 27 августа 2013 года. Домодедовская улица, 14.
- Врачебно-физкультурный диспансер № 27. Архивировано из оригинала 22 августа 2011 года. Домодедовская улица, 11, корпус 2.

### Православные храмы
В районе имеются два действующих православных храма:
- Храм Троицы в Орехове-Борисове в составе храмового комплекса Живоначальной Троицы в память 1000-летия Крещения Руси (Каширское шоссе, домовл. 61А).
- Храм иконы Божией Матери «Живоносный Источник» в Царицыне (Дольская улица, д. 2, ГМЗ «Царицыно»).

Храмы входят в состав Даниловского благочиния Московской городской епархии Русской православной церкви.

Храмы района Орехово-Борисово Северное
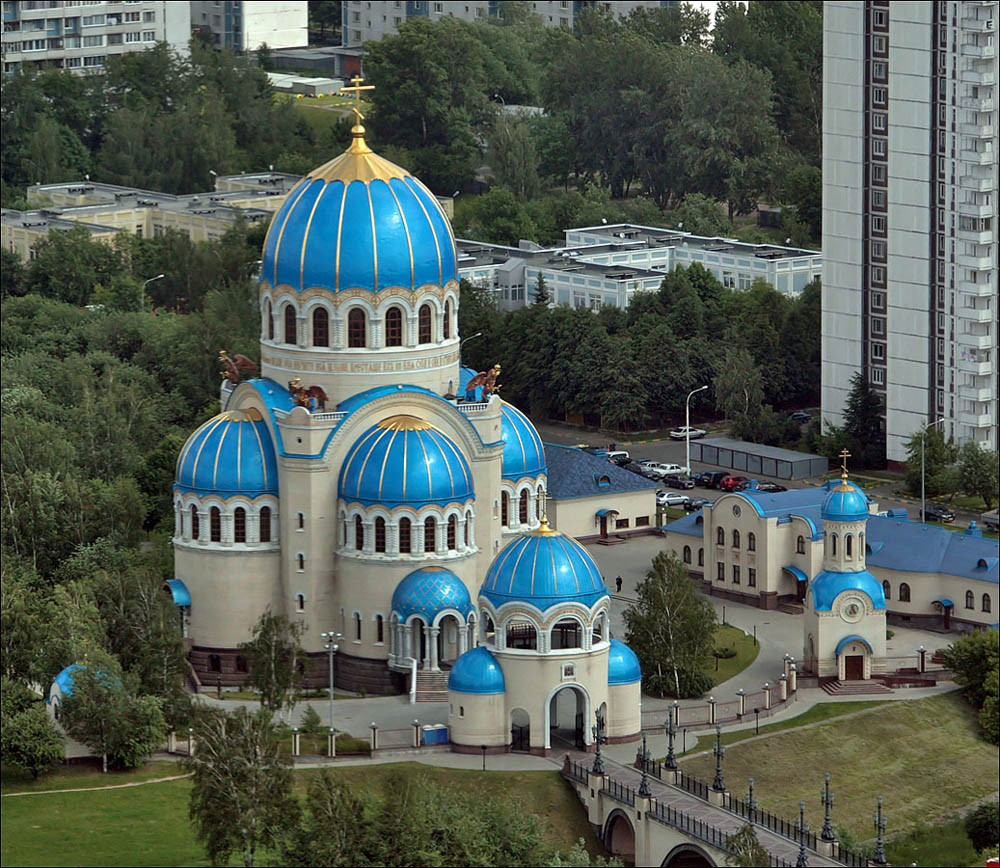
Храм Троицы Живоначальной в Орехове-Борисове
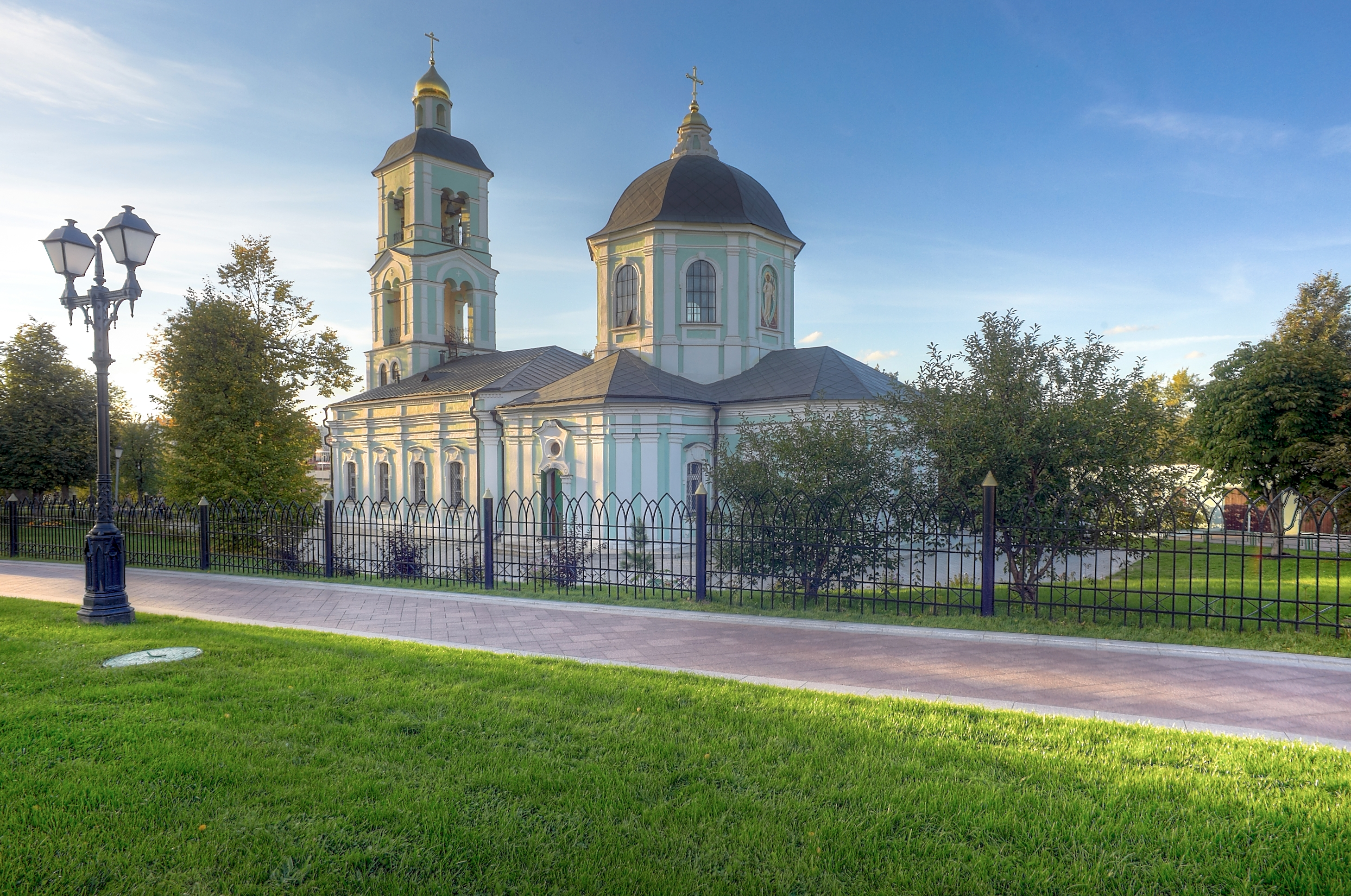
Храм иконы Божией Матери «Живоносный Источник» в Царицыне

## Промышленность и прочие организации

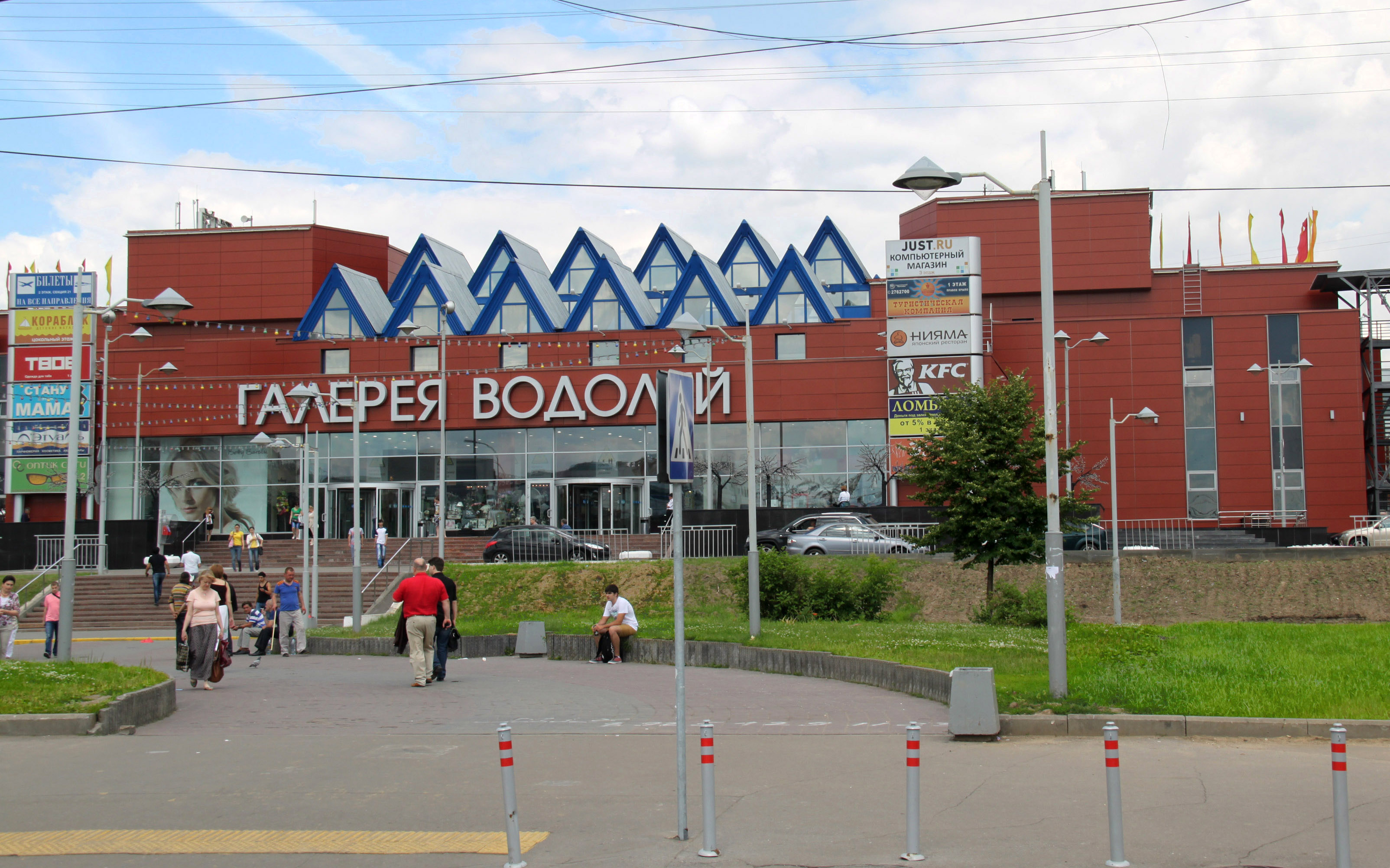
Торговый центр «Галерея „Водолей“».

В районе (на территории промзоны) расположены два промышленных предприятия:
- ФЦНИВТ «СНПО „Элерон“» — научно-исследовательское, проектно-конструкторское и монтажно-наладочное предприятие по созданию технических средств охраны, систем безопасности и оснащению ими объектов различного назначения.
- Табачная фабрика «Лиггет-Дукат», выпускающая сигареты под брендами Sobranie, Glamour, Sovereign, LD, Дукат, Saint George, Ronson, Тройка, Новость, Русский стиль и другие.[26]

## Транспорт

### Станции метро
- Станция метро «Орехово» — на Шипиловском проезде.
- Станция метро «Домодедовская» — на пересечении Орехового бульвара с Каширским шоссе и улицей Генерала Белова

## Объекты района

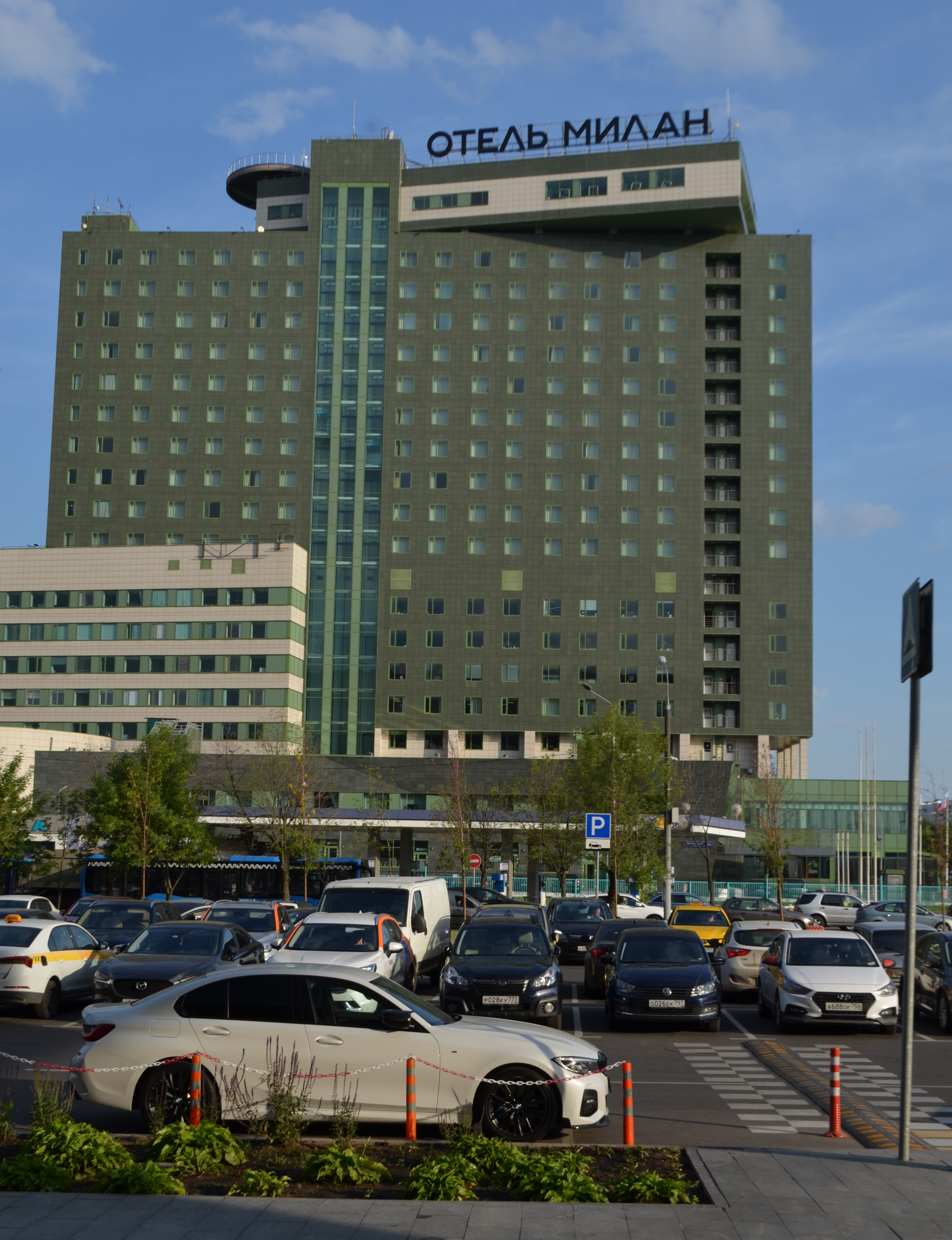
Отель «Милан» на пересечении Шипиловской улицы и Каширского шоссе.

- Московский колледж управления и новых технологий
- Московский технический колледж
- Храм Троицы в Орехове-Борисове
- Храм иконы Божией Матери «Живоносный Источник»
- Музей-заповедник «Царицыно»